# Farolim das Sobreiras
O Farolim das Sobreiras, também conhecido por Farol Medieval ou Farol dos Três Bicos ou Farol das Três Orelhas, era um farol Português que se localizava na encosta das Sobreiras, na freguesia de Lordelo do Ouro, Cidade do Porto.
Tratava-se de uma coluna com varandim e lanterna branca em frente a marca rectangular às faixas brancas e vermelhas.
Era o farolim posterior do enfiamento da entrada da Barra do Rio Douro, e encontrava-se a 562 metros do Farolim da Cantareira, direcção ENE (078,7º).
As designações de Farol das Três Orelhas ou Farol dos Três Bicos deve-se à configuração da primitiva marca que lhe estava por detrás, um muro de alvenaria de granito, rematado por três ameias, à semelhança de uma estrutura defensiva, estrutura esta que foi desmantelada e se perdeu em 1993-1994, aquando da deslocação do farolim. Posteriormente, em 2006, por ter sido extinta a sua luz, por desnecessária, a coluna e lanterna foram transferidas para o recinto exterior do Farol de Leça, onde se encontram em exposição.

## Cronologia
- Século XVIII, provável construção do primitivo farol.
- 1993/1994, foi deslocado 15 metros do seu local, para a construção do edifício sede da ANJE, tendo sido substituída a marca de alvenaria, por uma parede em betão apoiada numa estrutura em metal.
- 2006, devido à nova configuração da entrada da barra do Douro, após a construção dos novos molhes Norte e Sul, por se tornar desnecessário, foi extinto,[2] e posteriormente transferido para espaço exterior do Farol de Leça.

## Informações
- Operacional: Não[2]
- Acesso: No Farol de Leça, R. Coronel Hélder Ribeiro (Boa Nova)
- Visitável: Sim, todas as quartas-feiras das 14H00 às 17H00[3]
- Outras designações: Farol Medieval, Farol dos Três Bicos, Farol das Três Orelhas.
- Nº IPA: PT011312060130